# David Whitton
David Whitton ist ein schottischer Politiker und Mitglied der Labour Party.

## Leben
Whitton besuchte die Morgan Academy in Dundee und war danach für das Verlagshaus D. C. Thomson tätig. Er wechselte dann zur Fife Free Press und dem Evening Express in Aberdeen. Nachdem er drei Jahre für den Scotsman tätig gewesen war, ging Whitton zunächst zu der Zeitschrift Daily Record und war dann von 1986 bis 1996 bei Scottish Television tätig. Dort übernahm er verschiedene Aufgaben, unter anderem als Korrespondent am House of Commons, Reporter und Nachrichtenproduzent. Whitton ist verheiratet und zweifacher Vater und Großvater.

## Politischer Werdegang
Ende der 1990er Jahre wurde Whitton persönlicher Berater und Pressesprecher des Ersten Ministers, Donald Dewar. Am 11. Oktober 2000 verkündete Whitton der Nation Dewars Tod und hielt bei dessen Beisetzung die Grabrede.
Bei den Schottischen Parlamentswahlen 2007 trat Whitton erstmals zu nationalen Wahlen an. Er bewarb sich um das Direktmandat des Wahlkreises Strathkelvin and Bearsden, das sein Parteikollege Brian Fitzpatrick bei den vorangegangenen Wahlen an die unabhängige Kandidatin Jean Turner verloren hatte. Er konnte das Mandat für sich gewinnen und zog erstmals in das Schottische Parlament ein. Im Schattenkabinett der Labour Party war Whitton als Staatssekretär für Finanzen, nachhaltiges Wachstum und Fähigkeiten vorgesehen und fungierte zu diesen Ressorts auch als stellvertretender Parteisprecher. Bei den Parlamentswahlen 2011 verlor er trotz Stimmgewinnen sein Mandat an die SNP-Kandidatin Fiona McLeod und schied aus dem Parlament aus.